# Rhachoepalpus pulvurulentus
Rhachoepalpus pulvurulentus là một loài ruồi trong họ Tachinidae.